# Liste der Landschaftsschutzgebiete in Hamm
Die Liste der Landschaftsschutzgebiete in Hamm enthält die Landschaftsschutzgebiete der kreisfreien Stadt Hamm in Nordrhein-Westfalen.

## Liste
| Bild | Nummer       | Bezeichnung des Gebietes           | Fläche in Hektar | WDPA-ID   | Koordinaten | Datum der Verordnung |
| ---- | ------------ | ---------------------------------- | ---------------- | --------- | ----------- | -------------------- |
|      | LSG-4212-002 | LSG-Dasbeck                        | 146,43           | 555560886 | Position    | 1989                 |
|      | LSG-4212-003 | LSG-Wiedenholt                     | 35,84            | 555560887 | Position    | 1989                 |
|      | LSG-4212-004 | LSG-Kraehenbusch                   | 50,88            | 555560885 | Position    | 1989                 |
|      | LSG-4212-005 | LSG-Haus Ermelinghof               | 29,22            | 555560888 | Position    | 1989                 |
|      | LSG-4212-006 | LSG-Arenbergischer Forst           | 27,29            | 555560889 | Position    | 1989                 |
|      | LSG-4212-007 | LSG-Kurricker Berg                 | 91,42            | 555560890 | Position    | 1989                 |
|      | LSG-4212-008 | LSG-Geineggequelle                 | 33,85            | 555560891 | Position    | 1989                 |
|      | LSG-4312-005 | LSG-Lippewiesen                    | 91,06            | 555560968 | Position    | 1997                 |
|      | LSG-4312-009 | LSG-Dornheide                      | 171,22           | 555560892 | Position    | 1989                 |
|      | LSG-4312-010 | LSG-Lippealtarme                   | 72,15            | 555560971 | Position    | 1989                 |
|      | LSG-4312-011 | LSG-Lippetal-West                  | 157,75           | 555560972 | Position    | 1989                 |
|      | LSG-4312-012 | LSG-Kerstheide, Haus Reck          | 506,55           | 555560973 | Position    | 1989                 |
|      | LSG-4312-013 | LSG-Herringer Sundern              | 96,78            | 555560974 | Position    | 1989                 |
|      | LSG-4312-014 | LSG-Wiescherbach-Senke             | 60,86            | 555560975 | Position    | 1989                 |
|      | LSG-4312-015 | LSG-Kirchspiel Pelkum              | 118,09           | 555560976 | Position    | 1989                 |
|      | LSG-4312-016 | LSG-Lercher Kuppen                 | 58,65            | 555560977 | Position    | 1989                 |
|      | LSG-4313-006 | LSG-Ostholz                        | 86,54            | 555560900 | Position    | 1997                 |
|      | LSG-4313-007 | LSG-Haaren                         | 143,63           | 555560895 | Position    | 1997                 |
|      | LSG-4313-008 | LSG-Goerheide                      | 61,99            | 555560991 | Position    | 1997                 |
|      | LSG-4313-009 | LSG-Haus Kentrop                   | 22,22            | 555560993 | Position    | 1997                 |
|      | LSG-4313-010 | LSG-Noerdliche Ahseniederung       | 38,79            | 555560996 | Position    | 1997                 |
|      | LSG-4313-011 | LSG-Geithebachniederung            | 157,91           | 555560956 | Position    | 1997                 |
|      | LSG-4313-012 | LSG-Geithebusch                    | 106,84           | 555560990 | Position    | 1997                 |
|      | LSG-4313-013 | LSG-Ostgeithe                      | 59,13            | 555560994 | Position    | 1997                 |
|      | LSG-4313-014 | LSG-Noerdliches Ahsevorland        | 144,74           | 555560995 | Position    | 1997                 |
|      | LSG-4313-015 | LSG-Groeneberger Holz – Westenholz | 69,28            | 555560992 | Position    | 1997                 |
|      | LSG-4313-016 | LSG-Beckkamp                       | 75,82            | 555560896 | Position    | 1997                 |
|      | LSG-4313-017 | LSG-Frielinghausen                 | 97,09            | 555560897 | Position    | 1997                 |